# Johan III van Brandenburg
Johan III van Brandenburg bijgenaamd Johan van Praag (Praag, circa 1244 - 8 april 1268) was van 1267 tot 1268 mede-markgraaf van Brandenburg-Salzwedel. Hij behoorde tot de Ottoonse linie van het huis Ascaniërs.

## Levensloop
Hij was de oudste zoon van markgraaf Otto III van Brandenburg en Beatrix van Bohemen, dochter van koning Wenceslaus I van Bohemen.
Na de dood van zijn vader in 1267 erfden Johan III en zijn jongere broers Otto V, Albrecht III en Otto VI het markgraafschap Brandenburg-Salzwedel. 
Kort na zijn aantreden kwam Johan III om het leven tijdens een ongeluk bij een riddertoernooi. Hij bleef ongehuwd en liet geen nakomelingen na. Johan werd bijgezet in de Abdij van Lehnin.